# موافقة الوالدين
تتطلب قوانين موافقة الوالدين (المعروف كذلك باسم قوانين مشاركة الوالدين أو موافقة الوالدين) في بعض الدول أن يوافق واحد أو كلا والدان على مشاركة أو إبلاغهم بمشاركة الأطفال القٌصر بشكل قانوني في أنشطة معينة.
يمكن أن تشير موافقة الوالدين إلى ما يلي:
- حق الوالد في الموافقة أو أن يتم إبلاغه قبل خضوع الطفل القاصر للعلاج الطبي. انظر الموافقة القائمة على اطلاع لهذا التشريع بصفة عامة أو القصر والإجهاض للتشريع المتعلق بشكل خاص بالإجهاض.
- حق الوالد في الموافقة قبل خضوع الطفل القاصر لتعديل الجسم مثل ثقب الجسد أو الوشم.
- حق الوالد في الموافقة على زواج الطفل القاصر قبل الوصول إلى الحد الأدنى لسن الزواج.
- حق الوالد في الموافقة على مشاركة الطفل القاصر في الانخراط في الأعمال الجنسية قبل الوصول إلى سن الرشد.
- حق الوالد في المشاركة في تعليم الطفل القاصر، بما في ذلك الموافقة أو عدم الموافقة على مناهج دراسية محددة أو الموافقة على الأنشطة غير المرتبطة بالصفوف والرحلات الميدانية.

## وصلات خارجية
- Free Parental Involvement Resources